# James Coutts Michie

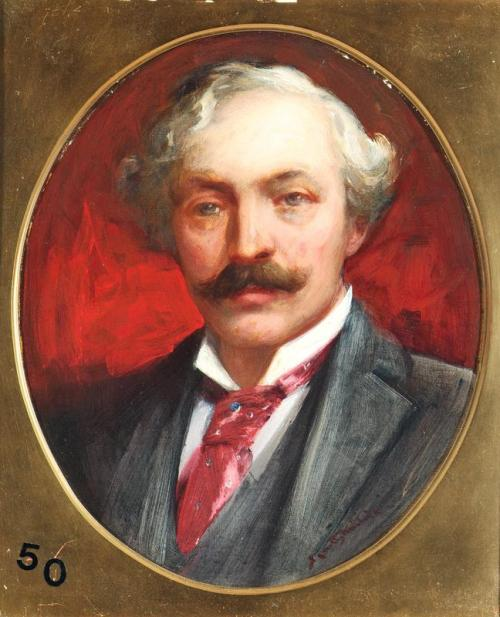
Sir David Murray, RA, porträtiert von James Michie, 1897. Aberdeen Art Gallery & Museums

James Coutts Michie (* 19. Juli 1859 in Marywell, Parish Birse, nahe Aboyne, Aberdeenshire, Schottland; † 18. Dezember 1919 in Oak Hall bei Haslemere, Surrey, England) war ein schottischer Maler, der vor allem für seine Landschafts- und Porträtmalerei bekannt ist.

## Leben
James Michie war der dritte Sohn des Kaufmanns Harry Michie und seiner Frau Elizabeth Coutts. Er studierte zunächst an der Trustee Academy in Edinburgh bei Joseph Farquharson und setzte seine Ausbildung bei Émile Auguste Carolus-Duran in Paris fort. Früh unternahm er ausgedehnte Reisen durch Frankreich, Italien, Spanien und Marokko und lebte mehrere Jahre in Tanger, bevor er sich um 1893 in England niederließ. Er war aktives Mitglied der Aberdeen Artist’s Society und der Society of Scottish Artists. Später arbeitete er als Kunstberater für den Sammler George McCulloch und heiratete 1908 dessen Witwe Mary Agnes Smith. 1910 ließ das Ehepaar in Haslemere das Landhaus Oak Hall erbauen. Michie verstarb 1919 in Haslemere und wurde auf dem Brookwood Cemetery bestattet.

## Werk

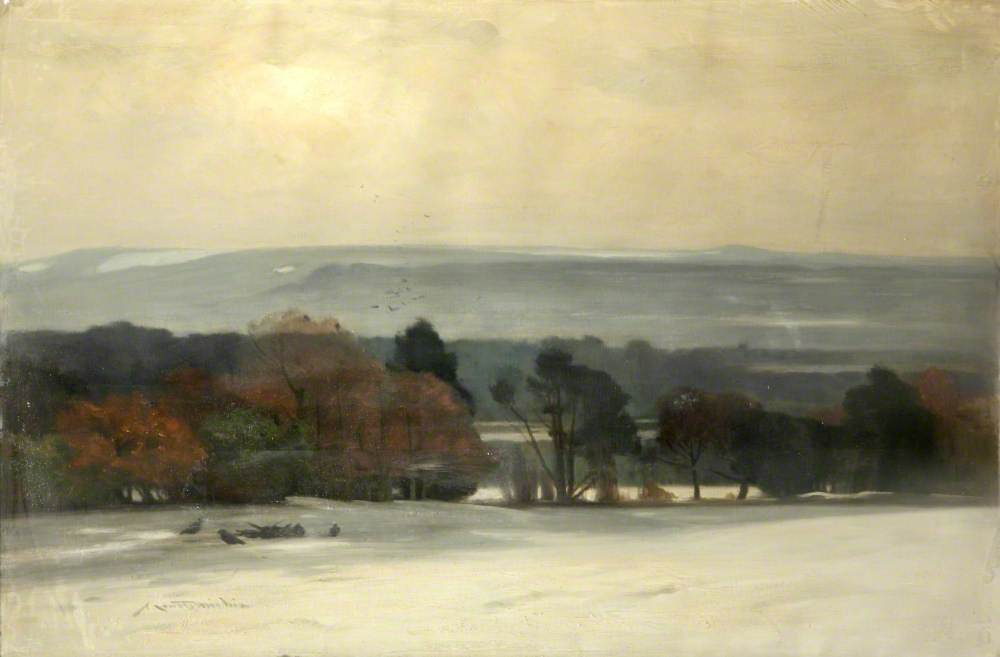
James Michie: Winter in Surrey, 1916. Walker Art Gallery

James Michie schuf stimmungsvolle Landschaften und gefühlvolle Porträts. In seinen Bildkompositionen sind Einflüsse der schottischen Landschaftsmalerei sowie des französischen Naturalismus erkennbar, den er während seiner Studienzeit in Paris kennengelernt hatte. Zahlreiche Werke befinden sich heute in öffentlichen Sammlungen, darunter in der Aberdeen Art Gallery (zum Beispiel Elizabeth Crombie Duthie of Ruthrieston, At Eventide, Autumn Shadows, Street in Tangier), der Wolverhampton Art Gallery (Autumn Landscape, Winter Scene), der Walker Art Gallery in Liverpool (Winter in Surrey), dem Nottingham Castle Museum (A Marshland Farm), der Art Gallery of New South Wales (Snow Scene, ein Geschenk seiner Witwe) und der Victoria Art Gallery in Bath (Mountain Landscape with a Lake). Seine Porträts, darunter das von Sir David Murray und John Pettie, bestechen durch Wärme und Charakterzeichnung.